# Onthophagus lamottei
Onthophagus lamottei là một loài bọ cánh cứng trong họ Bọ hung (Scarabaeidae).